# Escuela Moderna

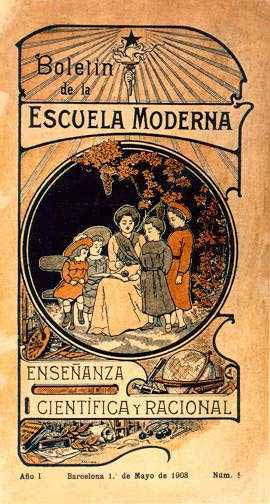
Mitteilungsblatt der Modernen Schule

Die Moderne Schule (spanisch Escuela Moderna) von Francisco Ferrer gilt als eines der wichtigsten theoretischen und praktischen Reformmodelle der rationalistischen und libertären Erziehung.

## Gesellschaftliche Bedingungen
Die gesellschaftlichen Bedingungen in Spanien um 1900 bildeten eine Herausforderung für die Reformpädagogik der Jahrhundertwende. Die Wirtschaftsstruktur war wenig entwickelt und hauptsächlich von der Landwirtschaft geprägt. Politisch gab es eine enge Verflechtung zwischen Kirche und Monarchie. Trotz allgemeiner Schulpflicht seit 1857 lag die Analphabetenrate bei über 50 %, weil weder der Staat noch die Kirche (die Kirche hatte die Oberaufsicht über das Schulwesen) sich genügend um Bildungsinitiativen kümmerten. In den Grundschulen mussten die Kinder statt lesen zu lernen, den Katechismus auswendig aufsagen.

## Theoretische Grundlagen
Ferrers Modell stützte sich auf die Philosophie des Rationalismus und des libertären Sozialismus. Ausgehend von der Annahme, dass das Kind ohne angeborene Ideen zur Welt kommt, sah er es als Aufgabe des Erziehers, das Kind zu selbständigem und vorurteilsfreiem Denken anzuregen. Alle Menschen sollten gleiche Bildung und Erziehung erhalten. Für Ferrer bildeten Körper und Geist, Verstand und Gefühl eine Einheit. Eine Trennung von Verstand und Gefühl waren seiner Ansicht nach die Ursache des Widerspruchs zwischen Denken und Tun. Freundschaft und Bejahung des Kindes durch den Erzieher sah er ebenso als Voraussetzung für eine gesunde Persönlichkeitsentwicklung, wie die Gewaltfreiheit.

## Erziehungsziel
In seinem Buch Die moderne Schule beschrieb Ferrer sein Erziehungsziel folgendermaßen: „Entwicklung lebendiger Gehirne, die fähig sind, auf äußere Eindrücke zu reagieren, die immer Feinde aller Vorurteile sein werden; Erwecken von freien, festbegründeten Geistern, die über alle Dinge und Erscheinungen des Lebens sich ihre eigene Meinung bilden können.“
Er glaubte, dass freiheitlich und naturwissenschaftlich gebildete Menschen, bestrebt sind, einen Gesellschaftszustand zu schaffen, der dem Leben seine größtmögliche Entwicklung sichert. Nach Ferrers Auffassung war es mit zunehmender Industrialisierung für Staat und Kirche nicht mehr möglich, das Volk in Unwissenheit zu halten.

## Schulorganisation
Um sein Erziehungsziel erreichen zu können, war für Ferrer die Ausbildung der Lehrer in die Prinzipien der rationalistischen Pädagogik von zentraler Bedeutung, nach seinem Grundsatz: „Sei ein Mensch, da du Menschen schaffen sollst.“
Zur gesundheitlichen Bildung der Schüler verbesserte er die hygienischen Verhältnisse der Schule und führte das Spiel zur Stärkung des Mitgefühls in den Schulunterricht ein. Die soziale Bildung umfasste die Koedukation der Geschlechter und sozialen Klassen sowie die Ablehnung der Verwendung von Belohnung, Bestrafung und Prüfungen als Erziehungsmittel, was für die damaligen Verhältnisse revolutionär war. Um seine Vorstellungen einer rationalen intellektuellen Bildung verwirklichen zu können, musste Ferrer neue Lehrbücher selber entwickeln oder an wissenschaftliche Schriftsteller in Auftrag geben. Im Bücherverlag der Modernen Schule erschienen 40 Werke.
Um der Bevölkerung, Familienangehörigen seiner Schüler und lernbegierigen Arbeitern die Möglichkeit der Bildung im Sinne der Modernen Schule zu geben, veranstaltete Ferrer öffentliche Sonntagsvorträge, gab ein Mitteilungsblatt heraus und unterhielt eine rationalistische Volksbibliothek. Das Mitteilungsblatt diente auch als Organ, um die überschwänglichen oder verleumderischen Artikel der Presse zu berichtigen.

## Verbreitung der Modernen Schule
Am 8. September 1901 eröffnete Francisco Ferrer die erste Moderne Schule mit 12 Mädchen und 18 Jungen unter dem Namen La Escuela Moderna, Científica i Racional. Die Bewährung von Theorie und Praxis der Modernen Schule zeigte sich in der ständig steigenden Schülerzahl und der Verbreitung dieses Schulmodells in Spanien und weltweit. 1903 gab es in Spanien 32, 1906 bereits 60 derartige Schulen. 1907 gründete Ferrer die „Internationale Liga zur vernunftgemässen Erziehung der Jugend“ in Paris. Nach der Tragischen Woche und Ferrers Exekution verbot die spanische Regierung die Escuela Moderna. Bis zum Zweiten Weltkrieg wurden Moderne Schulen in ganz Europa, Russland, Argentinien, Brasilien, USA, Japan und China gegründet.
Die Escuela libre Paideia bei Mérida (Spanien) bezieht sich pädagogisch auf Francisco Ferrer und sieht sich in der Tradition des (spanischen) Anarchismus. Die Demokratische Schule wurde 1978 von Josefa Martín Luengo eröffnet und besteht bis heute als Grundschule und Ganztagsschule, seit spätestens 2007 sind auch eine weiterführende Schule und ein Kindergarten angeschlossen. Paideia wuchs von anfangs 10 auf 58 Schüler im Jahr 2007.
Absolventen der amerikanischen Ferrer Schools waren an freien Schulgründungen während der sog. Free School Movement in den 1960er Jahren in den USA beteiligt.